# 山陽郡
山陽郡（さんよう-ぐん）は、中国にかつて存在した郡。漢代から三国時代にかけて、現在の山東省西部に設置された。

## 概要
紀元前144年（景帝中6年）、前漢の梁王劉武が死去すると、劉武の子の劉定を山陽王とし、梁国を5分割した1国である山陽国が置かれた。紀元前136年（建元5年）、山陽王劉定が死去すると、山陽国は廃止されて、山陽郡が置かれた。紀元前97年（天漢4年）、劉髆が昌邑王に封じられると、山陽郡は昌邑国と改められた。紀元前63年（元康3年）、昌邑王劉賀が海昏侯となると、昌邑国は廃止されて、山陽郡が再び置かれた。山陽郡は兗州に属し、昌邑・南平陽・成武・湖陵・東緡・方与・橐・鉅野・単父・薄・都関・城都・黄・爰戚・郜成・中郷・平楽・鄭・瑕丘・甾郷・栗郷・曲郷・西陽の23県を管轄した。前漢末に17万2847戸、80万1282人があった。王莽のとき、鉅野郡と改称された。
新末に梁王劉永が支配されると、山陽郡の称にもどされた。39年（建武15年）に後漢の光武帝の子の劉荊が山陽公となり、41年（建武17年）に山陽王に進み、山陽国が立てられた。58年（永平元年）、劉荊が広陵王に移封されると、山陽国は廃止されて、山陽郡となった。山陽郡は昌邑・東緡・鉅野・高平・湖陸・南平陽・方与・瑕丘・金郷・防東の10県を管轄した。212年（建安17年）、献帝の子の劉懿が山陽王に封じられ、山陽郡は山陽国と改められた。
220年（黄初元年）、曹魏が建てられると、山陽国は山陽郡となった。265年（泰始元年）、西晋が建国されると、山陽郡に高平国が置かれた。